# Eishockey-Bundesliga 1974/75
Die Saison 1974/75 der Eishockey-Bundesliga war die 17. Spielzeit der höchsten deutschen Eishockeyliga. Deutscher Meister wurde die Düsseldorfer EG, die die Saison vor dem Titelverteidiger Berliner SC beendete und damit ihren dritten Titel gewinnen konnte. Zum ersten Mal seit Bestehen der Bundesliga landete kein bayerischer Verein unter den ersten Drei, dafür kamen die drei Letztplatzierten allesamt aus Bayern. Absteigen musste der ESV Kaufbeuren, der durch Meister der 2. Bundesliga, den EV Rosenheim, ersetzt wurde.

## Voraussetzungen

### Teilnehmer
- VfL Bad Nauheim
- EC Bad Tölz
- Berliner SC (Titelverteidiger)
- Düsseldorfer EG
- EV Füssen
- ESV Kaufbeuren (Aufsteiger)
- Kölner EC
- Krefelder EV
- EV Landshut
- SC Riessersee

### Modus
Wie im Vorjahr spielten die zehn Mannschaften in einer Doppelrunde den Deutschen Meister aus, sodass jeder Verein jeweils zwei Heim- und zwei Auswärtsspiele gegen die übrigen Mannschaften bestritt. Der Letztplatzierte musste am Ende der Saison absteigen und wurde durch den Meister der 2. Bundesliga ersetzt.

## Abschlusstabelle
|     |                 | Sp | S  | U | N  | Tore    | Punkte |
| --- | --------------- | -- | -- | - | -- | ------- | ------ |
| 01. | Düsseldorfer EG | 36 | 27 | 2 | 07 | 198:122 | 56:16  |
| 02. | Berliner SC     | 36 | 24 | 1 | 11 | 169:098 | 49:23  |
| 03. | Krefelder EV    | 36 | 22 | 3 | 11 | 192:149 | 47:25  |
| 04. | EV Landshut     | 36 | 22 | 2 | 12 | 165:131 | 46:26  |
| 05. | EV Füssen       | 36 | 18 | 1 | 17 | 167:152 | 37:35  |
| 06. | VfL Bad Nauheim | 36 | 17 | 0 | 19 | 167:154 | 34:38  |
| 07. | Kölner EC       | 36 | 17 | 0 | 19 | 168:186 | 34:38  |
| 08. | SC Riessersee   | 36 | 11 | 2 | 23 | 125:165 | 24:48  |
| 09. | EC Bad Tölz     | 36 | 11 | 1 | 24 | 094:178 | 23:49  |
| 10. | ESV Kaufbeuren  | 36 | 05 | 0 | 31 | 082:192 | 10:62  |

Abkürzungen: Sp = Spiele, S = Siege, U = Unentschieden, N = Niederlagen; Erläuterungen: Deutscher Meister, Abstieg

## Ranglisten

### Beste Scorer
| Spieler           | Team            | Spiele | Tore | Assists | Punkte |
| ----------------- | --------------- | ------ | ---- | ------- | ------ |
| Dick Decloe       | Krefelder EV    | 36     | 61   | 15      | 76     |
| Erich Kühnhackl   | EV Landshut     | 35     | 47   | 20      | 67     |
| Peter Hejma       | Düsseldorfer EG | 36     | 33   | 30      | 63     |
| Alois Schloder    | EV Landshut     |        | 33   | 18      | 51     |
| Lothar Kremershof | Krefelder EV    |        | 28   | 20      | 48     |

### Beste Verteidiger
| Spieler         | Team            | Tore | Assists | Punkte |
| --------------- | --------------- | ---- | ------- | ------ |
| Ignaz Berndaner | SC Riessersee   | 14   | 9       | 23     |
| Paul Langner    | VfL Bad Nauheim | 15   | 7       | 22     |
| Jaukko Östillä  | Kölner EC       | 15   | 5       | 20     |

## Kader des Deutschen Meisters
| Deutscher Meister Düsseldorfer EG | Torhüter: Rainer Makatsch, Manfred Fleischer Verteidiger: Otto Schneitberger, Heiko Antons, Jürgen Schwer, Georg Kink, Horst-Peter Kretschmer Angreifer: Sepp Reif, Peter Hejma, Vladimír Vacátko, George Agar, Walter Stadler, Jürgen Volland, Walter Köberle, Wolfgang Boos, Peter Müller, Erwin Zeidler, Hubert Engel, Michael Muus Cheftrainer: Xaver Unsinn |